# 公道五路
公道五路為臺灣新竹市北側的東西向重要幹道，東起新竹市界，行經連接新竹縣竹北市與竹科的慈雲路（縣道117號），經過中山高新竹交流道、中油油庫、台肥園區後，再以高架橋跨越臺鐵縱貫線，又與經國路（台1線）、湳雅街交叉後，作為台68線橋下道路最終止於富美路（舊港大橋）。位於新竹縣竹東鎮的東延段則為公道路，經過台灣高鐵橋下道路並銜接新中正大橋以續接市道115號。
公道五路和公道路連結了台1線、台68線以及中山高，兼具新竹縣市與高、快速公路連絡道功能，有效緩解與其平行的光復路（縣道122號）連結新竹市區和竹科的繁重交通量。
公道五路的鐵軌至建中路這段為台鐵的台肥支線改建，而建中路至東美路則為原本的東美路拓寬改名而成。
公道五路的名稱來自於「公園綠道計畫」第五條，以公道五縮稱，由於分段通車，而較晚通車的路段延宕過久，因此直接以計畫名稱命名，而無另外更名。

## 分段
公道五路一段至三段為雙向六車道，位於新竹市東區；四、五段（台68線橋下道路）為雙向二車道，位於新竹市北區，其中五段大部份在南寮。
- 一段：東於縣市界與公道路相接，西於慈雲路口與二段相接。
- 二段：東於慈雲路口與一段相接，西於忠孝路口與三段相接。
- 三段：東於忠孝路口與二段相接，西於湳雅街口與四段相接，中間以高架橋（經國路與東進路間）跨越縱貫線與中華路。
- 四段：東於湳雅街口與三段相接，西至東大路口匯入。
- 五段：東自東大路口匯出，西至富美路口。

新竹機場東北側緊鄰台68線和頭前溪，之間的路廊僅能容納東大路三段使用，導致公道五路四段和五段之間約200公尺為東大路的一部份。

### 公道路
全線位於新竹縣竹東鎮，已於2014年6月17日通車，屬於公道五東延路段。東起光明路口與光明路538巷相接，可通行至台68線芎林交流道並相接新中正大橋前往市道115號，西至縣市界與新竹市東區的公道五路一段相接。

## 道路寬度
- 新竹縣市界至忠孝路：50公尺。
- 忠孝路至經國路：40公尺。
- 經國路至湳雅街：30公尺。
- 湳雅街至富美路：12公尺。

## 連接主要道路
由東向西為：
- 市道115號（新中正大橋）
- 台68線
- 高鐵橋下道路
- 縣道117號（慈雲路）
- 中山高速公路
- 台1線（經國路一段）
- 縣道122號（東大路三段）
- 市道118號（富美路、舊港大橋）